# متحف جامعة شولالونغكورن للتاريخ الطبيعي

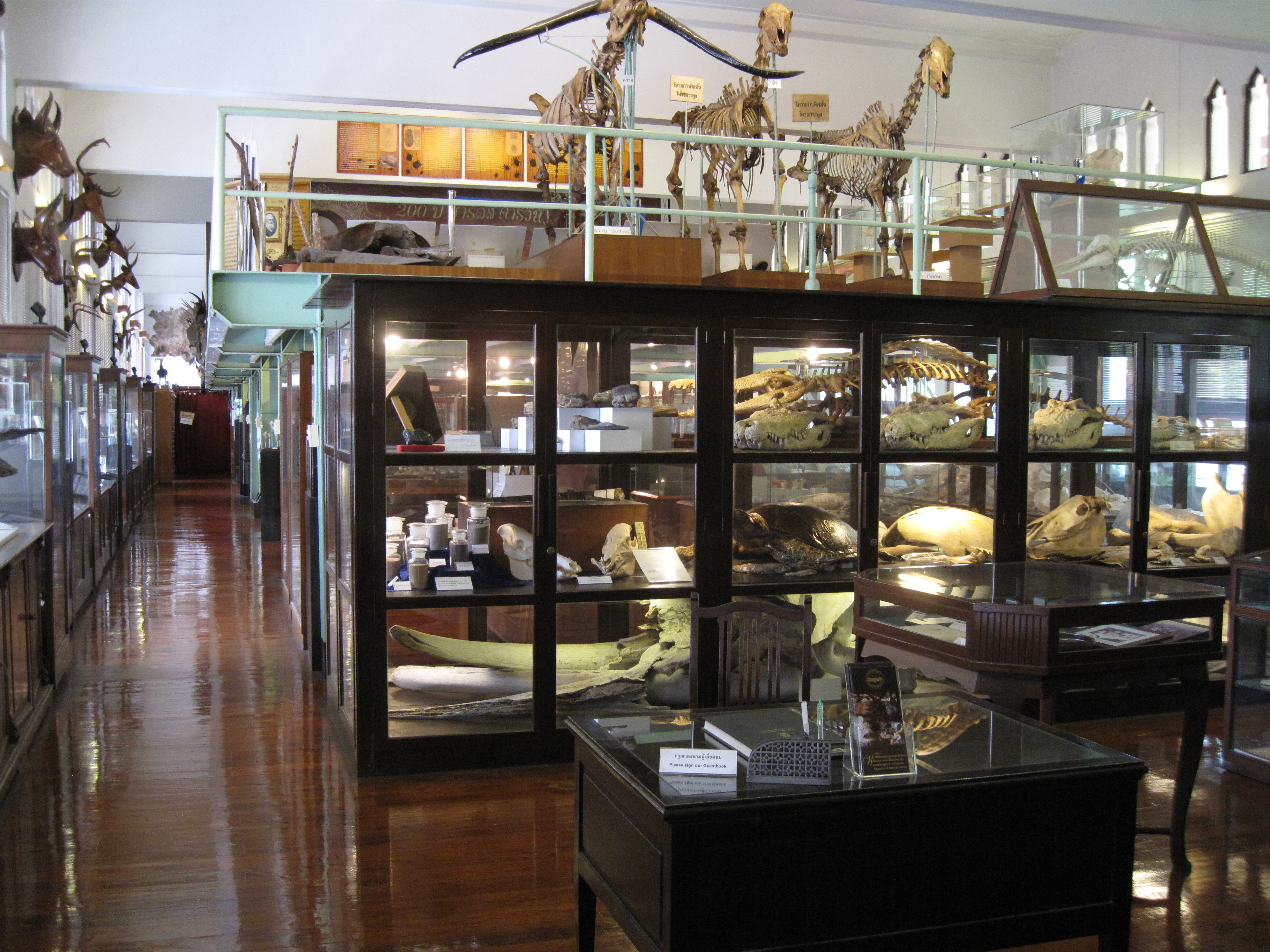
قاعة المعرض الرئيسية في المتحف.

متحف جامعة شولالونغكورن للتاريخ الطبيعي (بالتايلندية: พิพิธภัณฑสถานธรรมชาติวิทยาแห่งจุฬาลงกรณ์มหาวิทยาลัย) متحف تايلندي تأسس في عام 1954. يدير المتحف كلية العلوم في جامعة شولالونغكورن، ويقع في مبنى الأحياء في الحرم الجامعي الرئيسي للجامعة في بانكوك عاصمة تايلاند.

## ملخص
يتميز المتحف بمعروضات من مختلف الكائنات الحية (بشكل رئيسي في علم الحيوان)، يشمل ذلك حوامل نهر مارتن ذي العين البيضاء المهددة بالانقراض (طائر الأميرة سيريندهورن). تقع غالبية المعروضات في المتحف في قاعته الرئيسية، مع غرف مخصصة تتميز بالسلاحف التايلاندية والأوشحة، والحشرات والقواقع الأرضية. ينشر المتحف مجلة التاريخ الطبيعي لجامعة شولالونغكورن، وكان شريكًا لمكتبات معهد سميثسونيان منذ عام 1976.

## انظر أبضًا
- متحف التاريخ الطبيعي